# Tacora
Le Tacora est un stratovolcan du Chili.